# Pygarctia oslari
Pygarctia oslari là một loài bướm đêm thuộc phân họ Arctiinae, họ Erebidae.